# Dschena Stefanowa
Dschena Stefanowa (bulgarisch Джена Стефанова; * 15. Dezember 1948 als Dschena Binewa) ist eine ehemalige bulgarische Leichtathletin, die sich auf den Mittelstreckenlauf spezialisiert hat.

## Sportliche Laufbahn
Dschena Stefanowa gewann 1970 bei den Balkanspielen in Bukarest in 3:43,7 min die Silbermedaille mit der bulgarischen 4-mal-400-Meter-Staffel hinter dem rumänischen und stellte damit einen neuen Landesrekord auf. Im Jahr darauf schied sie bei den Halleneuropameisterschaften in Sofia mit 2:12,1 min in der Vorrunde im 800-Meter-Lauf aus und gewann im Staffelbewerb in 3:47,8 min gemeinsam mit Swetla Slatewa, Stefka Jordanowa und Tonka Petrowa die Bronzemedaille hinter den Teams aus der Sowjetunion und der Bundesrepublik Deutschland. Anschließend trat sie nicht mehr international in Erscheinung.
1972 wurde Stefanowa bulgarische Meisterin im 1500-Meter-Lauf.